# Assassination Classroom
Assassination Classroom (jap. 暗殺教室, Ansatsu Kyōshitsu) ist eine Manga-Serie von Yūsei Matsui, die zwischen Juli 2012 und März 2016 in Japan erschien. Sie ist in die Genres Action und Comedy einzuordnen und wurde 2013 als Anime-Kurzfilm sowie von 2015 bis 2016 als Anime-Fernsehserie adaptiert.
Die Serie folgt dem Oktopus-ähnlichen Lehrer Koro-Sensei und seinen Schülern, die die Aufgabe haben, ihn zu töten und damit die Zerstörung der Erde zu verhindern. Die Schüler werden in ihrer Schule als Außenseiter betrachtet und in einem separaten Gebäude unterrichtet.

## Handlung

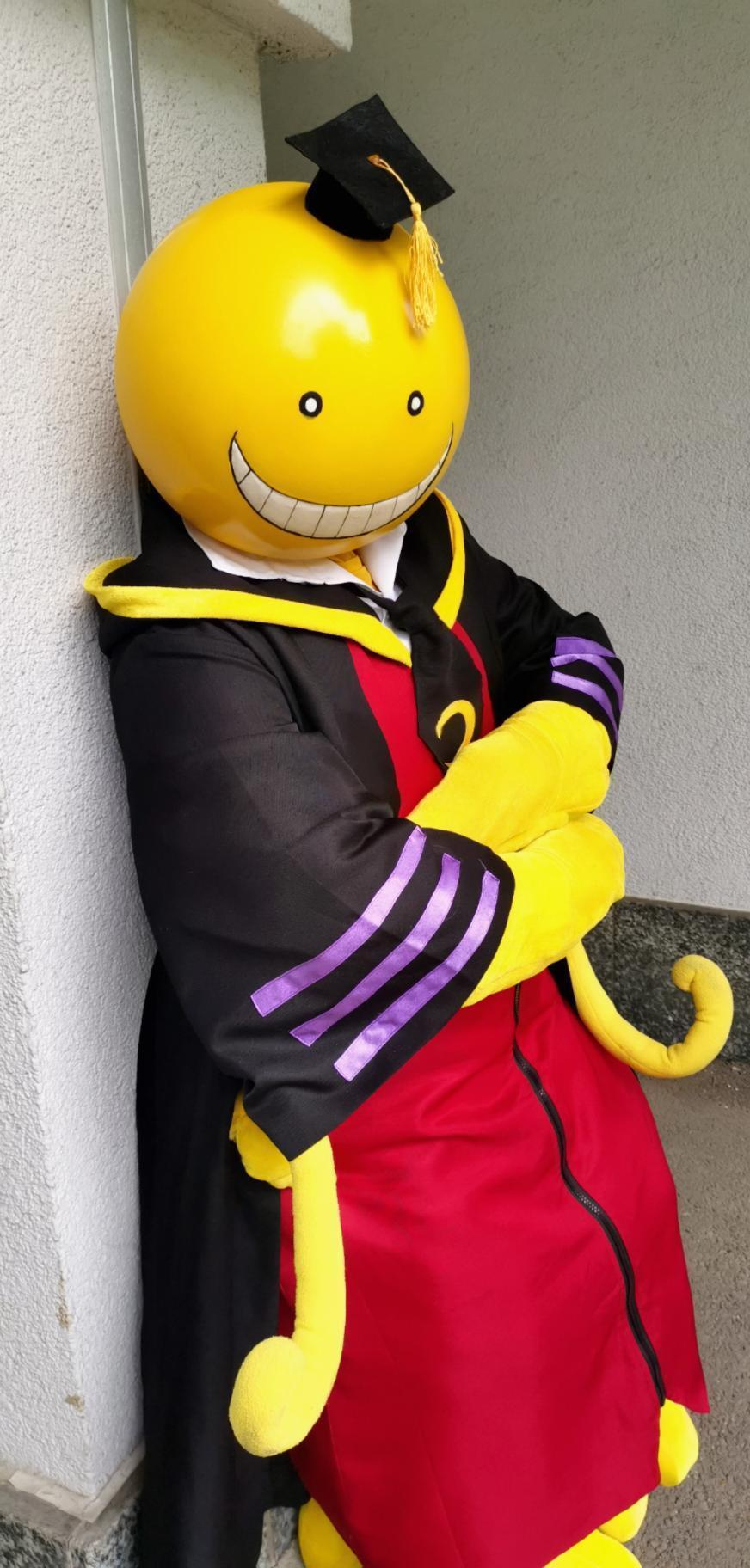
Cosplayer als Hauptfigur Koro-sensei

Die Serie dreht sich um ein tentakelartiges Monster namens Koro-sensei, das sich mit Mach 20 fortbewegen kann. Nachdem Koro-sensei rund 70 % des Mondes zerstörte, will er gleiches auch mit der Erde tun. Bevor er diesen Plan umsetzt, möchte er zunächst als Klassenlehrer ein Jahr die 3-E (im Deutschen „9-E“) der Kunugigaoka-Mittelschule unterrichten. Bei ihr handelt es sich um die schlechteste Klasse der Schule, auf die die anderen Schüler herunterblicken. Zudem wird die Klasse von der Schulleitung als Abschreckungsbeispiel genutzt.
Als Belohnung für die Tötung des Monsters sind 10 Milliarden Yen (ca. 76,69 Millionen Euro) ausgesetzt. Fortan versuchen die Schüler Koro-sensei zu töten. Für die Tötung über einen Schuss wurde gesonderte Munition entwickelt, die lediglich Koro-sensei, nicht aber Menschen Schaden zufügen kann.
Im Laufe der Zeit werden die Schüler durch Koro-senseis individuellen Unterricht immer erfolgreicher und fangen an ihn zu mögen. Dadurch wird der Tötungsakt erschwert.  Durch Koro-senseis Unterricht können sie sich mit den Schülern anderer Klassen messen. Zudem stellen sich im Unterricht bei den Schülern der 3-E die unterschiedlichen Stärken und Schwächen heraus. Im Zentrum steht Nagisa Shiota, der sich sämtliche Schwächen Koro-senseis notiert, um dadurch eine mögliche Schwachstelle seines Klassenlehrers und Zielobjekts zu finden.
Da die japanische Regierung die Tötung des Monsters nicht alleine der 3-E anvertrauen will, schleusen sie weitere Personen in die Klasse ein. Irina Jelavic wird die neue Englischlehrerin der Klasse, die sie lediglich „Bitch-sensei“ ruft. Mit Tadaomi Karasuma, Mitarbeiter des Verteidigungsministeriums, erhält die Klasse alsbald einen neuen Sportlehrer, der den Schülern zahlreiche Techniken des Tötens lehrt. Er ist zudem dafür zuständig, weitere Profikiller in die Klasse zu schleusen.

## Veröffentlichung

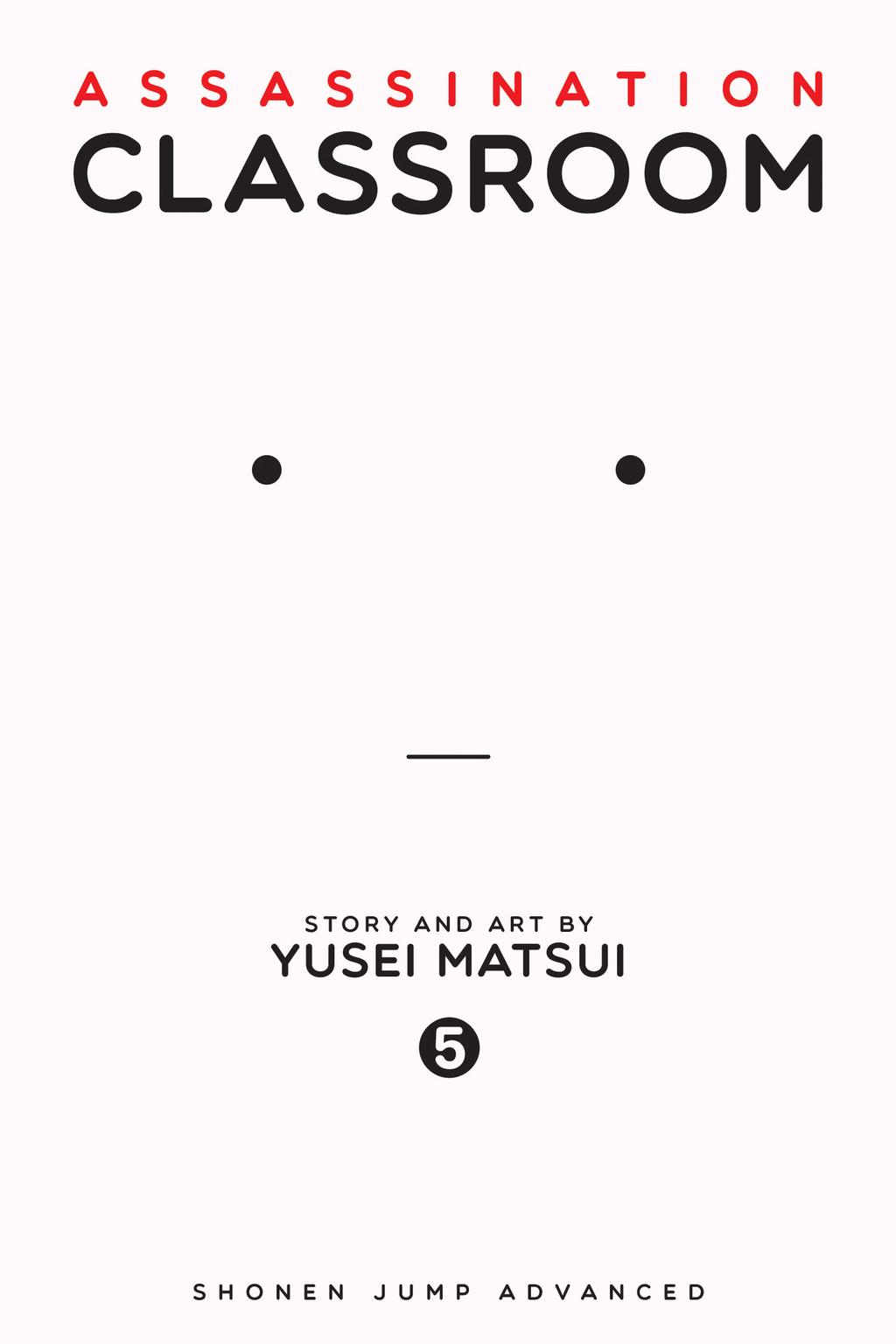
Cover des fünften Bandes, englische Ausgabe

Die Serie von Yūsei Matsui erschien vom 2. Juli 2012 bis zum 25. März 2016 im Magazin Weekly Shōnen Jump des Verlags Shūeisha in 180 Einzelkapiteln sowie 5 Zusatzkapiteln. Diese wurden in insgesamt 21 Sammelbänden veröffentlicht, die jeweils über 500.000 mal verkauft wurden.
Übersetzungen erscheinen in Frankreich und Spanien, Viz Media erwarb die Lizenz für eine englische, Tong Li für eine chinesische Fassung. Auf Deutsch erschien die Serie von September 2014 bis Mai 2018 bei Carlsen Manga in 21 Bänden.

### Liste der Manga-Bände
| Band | Japan            | Japan                  | Deutschland      | Deutschland             |
| Band | Veröffentlichung | ISBN                   | Veröffentlichung | ISBN                    |
| ---- | ---------------- | ---------------------- | ---------------- | ----------------------- |
| 01   | 2. Nov. 2012     | ISBN 978-4-08-879270-5 | 30. Sep. 2014    | ISBN 978-3-551-73942-1. |
| 02   | 28. Dez. 2012    | ISBN 978-4-08-879396-2 | 25. Nov. 2014    | ISBN 978-3-551-73943-8. |
| 03   | 4. März 2013     | ISBN 978-4-08-879459-4 | 27. Jan. 2015    | ISBN 978-3-551-73944-5. |
| 04   | 2. Mai 2013      | ISBN 978-4-08-870667-2 | 27. März 2015    | ISBN 978-3-551-73945-2. |
| 05   | 4. Juli 2013     | ISBN 978-4-08-870769-3 | 26. Mai 2015     | ISBN 978-3-551-73946-9. |
| 06   | 4. Okt. 2013     | ISBN 978-4-08-870821-8 | 28. Juli 2015    | ISBN 978-3-551-73947-6. |
| 07   | 27. Dez. 2013    | ISBN 978-4-08-870854-6 | 29. Sep. 2015    | ISBN 978-3-551-73948-3. |
| 08   | 4. März 2014     | ISBN 978-4-08-880028-8 | 1. Dez. 2015     | ISBN 978-3-551-73949-0. |
| 09   | 2. Mai 2014      | ISBN 978-4-08-880059-2 | 26. Jan. 2016    | ISBN 978-3-551-73950-6. |
| 10   | 4. Juli 2014     | ISBN 978-4-08-880137-7 | 26. Apr. 2016    | ISBN 978-3-551-73951-3. |
| 11   | 3. Okt. 2014     | ISBN 978-4-08-880194-0 | 28. Juni 2016    | ISBN 978-3-551-73952-0. |
| 12   | 27. Dez. 2014    | ISBN 978-4-08-880223-7 | 30. Aug. 2016    | ISBN 978-3-551-73953-7. |
| 13   | 4. März 2015     | ISBN 978-4-08-880317-3 | 25. Okt. 2016    | ISBN 978-3-551-73954-4. |
| 14   | 1. Mai 2015      | ISBN 978-4-08-880354-8 | 20. Dez. 2016    | ISBN 978-3-551-73955-1. |
| 15   | 3. Juli 2015     | ISBN 978-4-08-880425-5 | 28. Feb. 2017    | ISBN 978-3-551-73956-8. |
| 16   | 3. Okt. 2015     | ISBN 978-4-08-880485-9 | 2. Mai 2017      | ISBN 978-3-551-73957-5. |
| 17   | 28. Dez. 2015    | ISBN 978-4-08-880581-8 | 4. Juli 2017     | ISBN 978-3-551-73958-2. |
| 18   | 4. März 2016     | ISBN 978-4-08-880627-3 | 29. Aug. 2017    | ISBN 978-1-4215-9093-6. |
| 19   | 4. Apr. 2016     | ISBN 978-4-08-880651-8 | 31. Okt. 2017    | ISBN 978-1-4215-9337-1. |
| 20   | 3. Juni 2016     | ISBN 978-4-08-880686-0 | 30. Jan. 2018    | ISBN 978-3-551-74615-3. |
| 21   | 4. Juli 2016     | ISBN 978-4-08-880727-0 | 30. Apr. 2018    | ISBN 978-3-551-74616-0. |

## Anime

### Kurzfilm
2013 produzierte das Studio Brain’s Base einen halbstündigen Kurzfilm auf Grundlage des Mangas. Für das Drehbuch und die Regie war Keiji Gotō verantwortlich, das Charakterdesign entwarf Kazunori Shibata. Gezeigt wurde der Film in fünf japanischen Städten im Rahmen der Jump Super Anime Tour von 6. Oktober bis 24. November 2013.

### Fernsehserie
Studio Lerche adaptiert den Manga als Anime-Fernsehserie unter der Regie von Seiji Kishi. Die erste Staffel mit 22 Folgen wurde vom 10. Januar bis 20. Juni 2015 auf Fuji TV nach Mitternacht (und damit am vorigen Fernsehtag) ausgestrahlt, gefolgt mit bis zu 2½ Wochen Versatz auch auf Kansai TV, Tōkai TV, Hokkaidō Bunka Hōsō, Sakuranbo TV, Kōchi Sun Sun TV, Iwate Menkoi TV, BS Fuji, Saga TV und TV Nagasaki. Die zweite Staffel wurde zwischen dem 8. Januar und 1. Juli 2016 auf Fuji TV und mit Versatz auch auf den anderen Sendern gezeigt. Die Serie ist mit 47 Episoden abgeschlossen.
Peppermint Anime stellte beide Staffeln der Serie online bei Vimeo-on-Demand und bei Akibapass als Simulcast mit Originalton und deutschen Untertiteln zur Verfügung. Zusätzlich veröffentlicht der Anbieter die erste Staffel zwischen April und August 2016 auf DVD und Blu-ray Disc in vier Boxen. Auch die zweite Staffel wurde von Peppermint Anime lizenziert und erscheint seit Mai 2017 auf Deutsch.
In den USA wird die Serie mit englischen Untertiteln als Simulcast von Funimation gestreamt.
Die Musik zur Serie stammt von Naoki Satō. Bei der ersten Staffel wurde als Vorspanntitel erst Seishun Satsubatsuron (青春サツバツ論) und dann Jiriki Hongan Revolution (自力本願レボリューション), je gesungen von 3E-gumi Utatan verwendet, d. h. den Figuren Nagisa Shiota, Kaede Kayano, Karma Akabane, Yūma Isogai (Ryōta Ōsaka) und Hiroto Maehara (Shintarō Asanuma), sowie als Abspanntitel Hello, shooting-star gesungen von moumoon. Bei der zweiten Staffel wurde im Vorspann erst Question und dann Bye-bye Yesterday (バイバイ YESTERDAY) von 3E-gumi Utatan genutzt und im Abspann erst Kaketa Tsuki (欠けた月) und dann Mata Kimi ni Aeru Hi (また君に会える日) je von Shion Miyawaki.

### Synchronisation
| Rolle            | japanischer Sprecher (Seiyū) | japanischer Sprecher (Seiyū) | deutscher Sprecher      |
| Rolle            | Kurzfilm                     | Serie                        | deutscher Sprecher      |
| ---------------- | ---------------------------- | ---------------------------- | ----------------------- |
| Koro-Sensei      | Tomokazu Seki                | Jun Fukuyama                 | Claus-Peter Damitz      |
| Kaede Kayano     | Ayana Taketatsu              | Aya Suzaki                   | Rieke Werner            |
| Tadaomi Karasuma | Jun’ichi Suwabe              | Tomokazu Sugita              | Tobias Brecklinghaus    |
| Manami Okuda     | Miho Arakawa                 | Sayuri Yahagi                | Christiane Werk         |
| Nagisa Shiota    | Nao Tōyama                   | Mai Fuchigami                | Claudia Schmidt         |
| Karma Akabane    | Nobuhiko Okamoto             | Nobuhiko Okamoto             | Marco Sven Reinbold     |
| Yukiko Kanzaki   | Rina Satō                    | Satomi Satō                  | Julia Bautz             |
| Red Eye          | Shin’ichirō Miki             | Taiten Kusunoki              | Oliver Krietsch-Matzura |
| Sōsuke Sugaya    | Tomohiro Yamaguchi           | Eiji Miyashita               | Lasse Dreyer            |
| Irina Jelavić    | Yui Horie                    | Shizuka Itō                  | Sabina Godec            |
| Tomohito Sugino  | Yūtarō Honjō                 | Yoshitaka Yamaya             | Louis Friedemann Thiele |
| Ryūnosuke Chiba  |                              | Junji Majima                 | Philip Wolf             |
| Sumire Hara      |                              | Miho Hino                    | Iris R. Hassenzahl      |
| Yuzuki Fuwa      |                              | Kana Ueda                    | Patricia Faltin         |
| Yūma Isogai      |                              | Ryōta Oosaka                 | Benjamin Stolz          |
| Hiroto Maehara   |                              | Shintaro Asanuma             | David Schulze           |
| Toka Yada        |                              | Ayaka Suwa                   | Moira May               |
| Taiga Okajima    |                              | Ryo Naito                    | Tom Raczko              |
| Rinka Hayami     |                              | Shiho Kawaragi               | Nicole Hise             |
| Rio Nakamura     |                              | Manami Numakura              | Carolin Sophie Göbel    |

## Verfilmungen
Am 21. März 2015 startete in den japanischen Kinos eine Realverfilmung. Er stieg in den japanischen Kinocharts auf Platz 1 ein und spielte bis zum 5. April 2015 über 20 Millionen US-Dollar ein. Mit 2,77 Milliarden Yen war der Film derjenige mit dem zehnthöchsten Einspielergebnis des Jahres 2015 in Japan.
Am 25. März 2016 erschien mit Assassination Classroom: Sotsugyō-hen der Nachfolger. In den ersten beiden Wochen nach Kinostart erreichte er den ersten Platz.
Auf Deutsch erscheinen beide Filme bei AV Visionen. Der erste Realfilm erschien am 26. August 2016; der zweite Film am 28. Oktober 2016.

## Rezeption
Bis Mai 2013 wurden über eine Million Exemplare gedruckt und manche Bände erschienen auf der Liste der meistverkauften Mangas in Japan. September 2016 hatte der Manga über 25 Millionen Kopien, 2023 über 27 Millionen Kopien.
Assassination Classroom belegte 2013 den ersten Platz in der Liste der von Mitarbeitern landesweiter Buchhandlungen empfohlenen Comics auf der Website des Honya Clubs. Es belegte den zweiten Platz in der Kategorie „Comics für Männer“ auf der Liste „Buch des Jahres“ von Media Factory und dem Manga-Nachrichtenmagazin Da Vinci. Bei der Umfrage „Kono Manga ga Sugoi!“ der Top 20 Mangas für männliche Leser 2014 von Takarajimasha belegte es den ersten Platz. 2015 war Assassination Classroom einer von neun Nominierten für den neunzehnten jährlichen Osamu-Tezuka-Kulturpreis.
Im Jahr 2023 wurde der Manga aufgrund seiner Darstellung von Gewalt, insbesondere Waffengewalt und gegenüber Lehrern, aus amerikanischen Schulbibliotheken entfernt – beispielsweise an der Gifford Middle School in Florida und im Elmbrook School District in Wisconsin. Die Serie wurde auch aufgrund ihrer sexuell expliziten Bilder von der Organisation Citizens Defending Freedom, dem Politiker Tim Anderson und einem Elternteil, der seine Besorgnis über die „Sexualisierung Minderjähriger“ zum Ausdruck brachte, in Frage gestellt. Im  Jahr 2024 entfernte der Schulbezirk Horry County Schools Ausgaben des Mangas aus seinen Schulbibliotheken, nachdem sich die Mutter eines Neuntklässlers der Socastee High School beim Bezirk über den Inhalt der Serie beschwert hatte.